# Jegindø

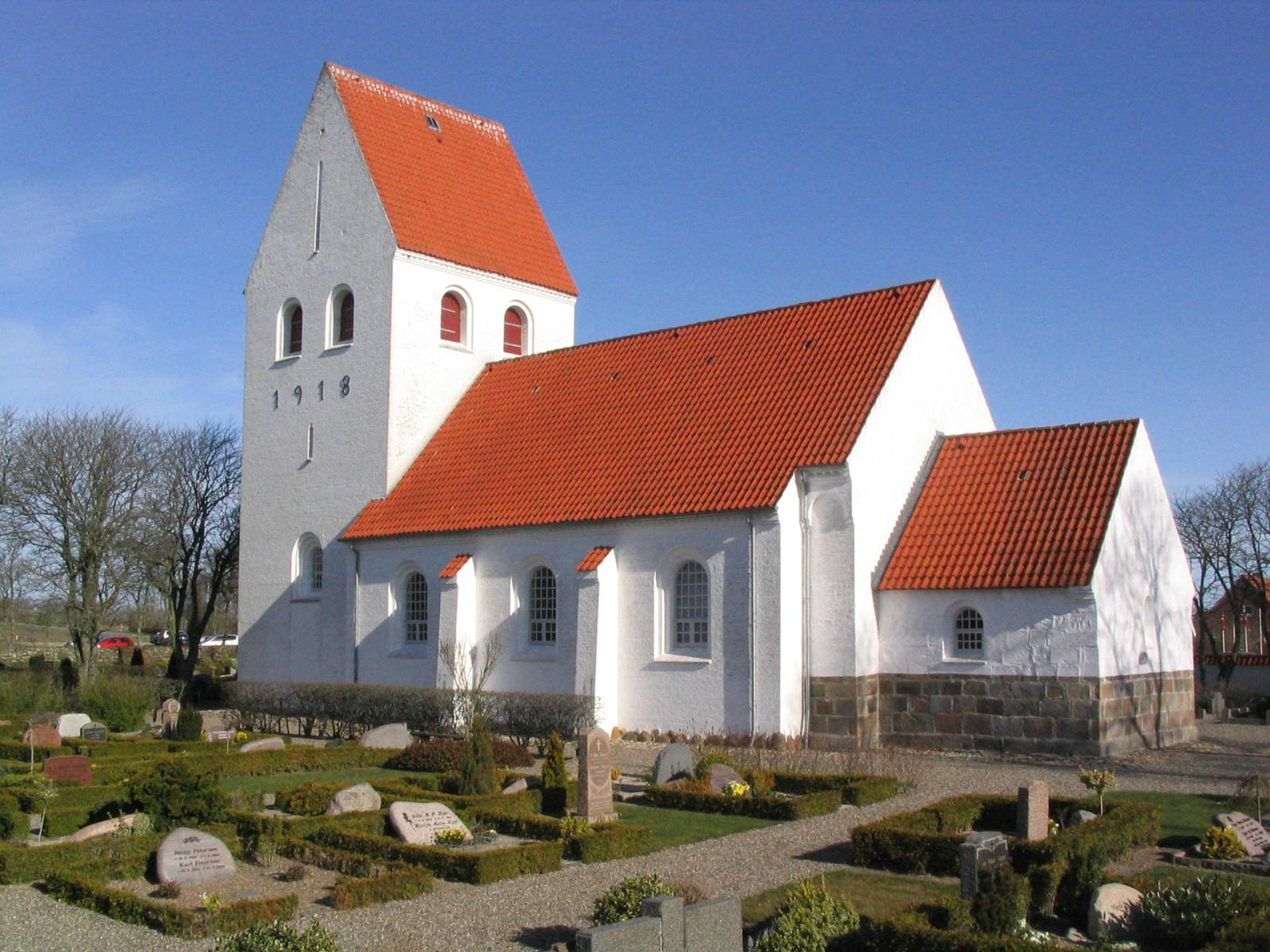
Một nhà thờ tại Jegindø

Jegindø là 1 đảo nhỏ của Đan Mạch, nằm trong phần phía tây của Vịnh hẹp Limfjorden (bắc bán đảo Jutland). Đảo có chiều dài khoảng 6 km, chiều rộng 3 km, diện tích là 7,91 km² với 507 cư dân (ngày 1.1.2005). Dân ở đảo làm nghề nông và đánh bắt cá. Đảo không có rừng cây, hồ nước và sông, lạch. Đảo có 1 nhà thờ, 1 cảng, 1 chi nhánh ngân hàng và một số tiệm bán hàng.
Jegindø nối với bán đảo Thyholm bằng 1 đường đê từ năm 1916. Đầu năm 2007 người ta đã làm 1 lỗ cao 1,8 m xuyên qua đê để nước chảy qua, làm giảm bớt trở ngại việc lưu thông không khí ở vịnh nhỏ Tambosund.
Về mặt hành chính, trước đây Jegindø thuộc về thị xã Thyholm, nhưng sau khi có cuộc cải cách hành chính năm 2007, Jegindø trực thuộc thị xã Struer.